# Sébaste (titre)

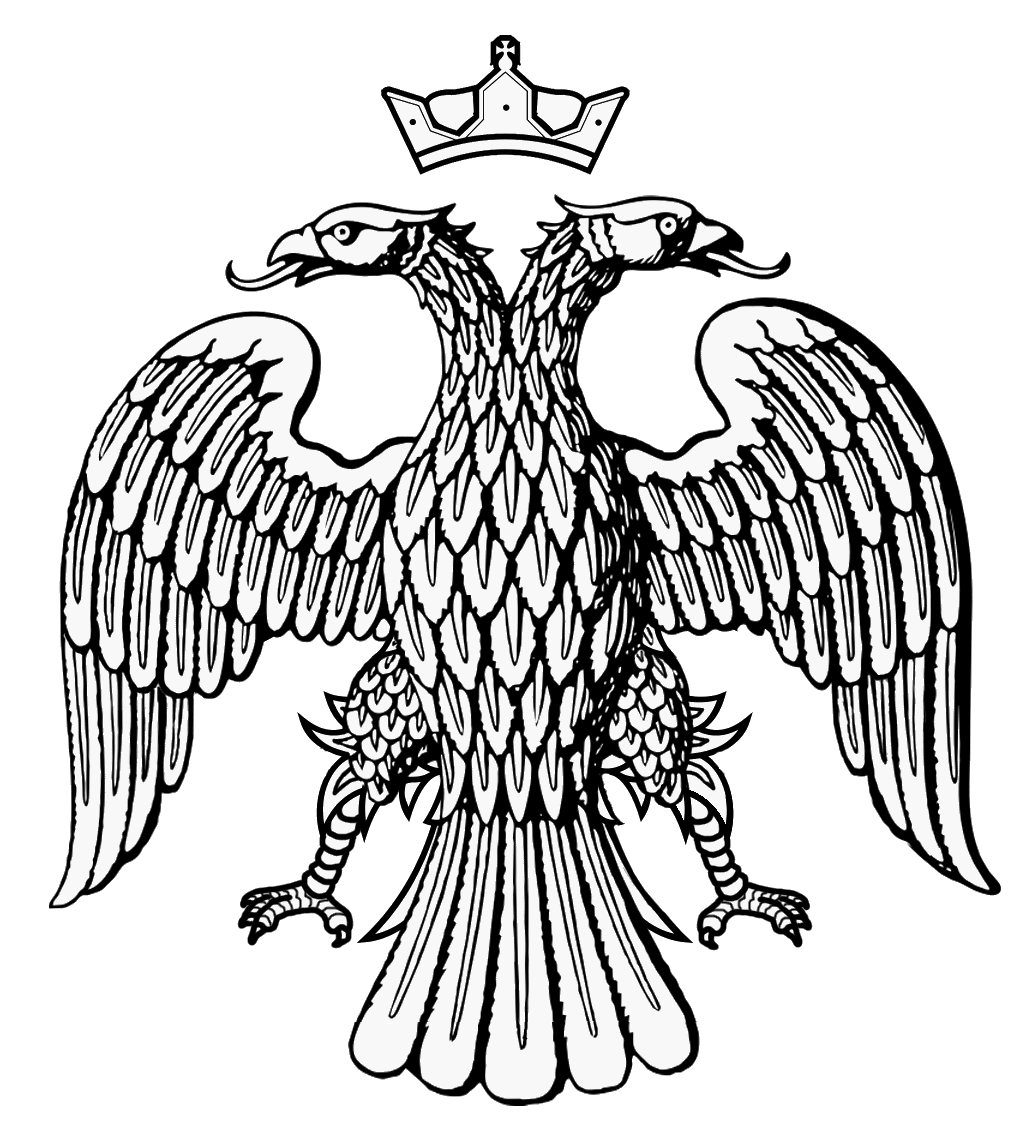
Aigle à double tête de l'Empire byzantin.

Le sébaste ou sebastos (au pluriel sebastoi ; en grec : σεβαστός, « le vénérable ») est une dignité honorifique utilisée en Grèce pour traduire le titre impérial romain d'Auguste. À partir de la fin du XIe siècle, sous les Comnènes, le titre de sébaste et ses formes dérivées (protosébaste, panhypersébaste) forment la base d'un nouveau système de titres de cour au sein de l'Empire byzantin. Le mot est aussi à l'origine de la création du titre de sebastokratōr.

## Histoire
Le terme est utilisé dans l'Orient hellénistique comme un titre honorifique pour les empereurs romains à partir du Ier siècle. Cette association sert aussi  à nommer des cités en l'honneur des empereurs romains, comme par exemple Sébaste, Sébastée et Sébastopolis. 
Après l'adoption du terme basileus comme principal titre impérial au VIIe siècle, l'adjectif 
« sébaste » tombe en désuétude. Toutefois, il est de nouveau utilisé à partir du milieu du XIe siècle par l'empereur Constantin IX Monomaque pour sa maîtresse Marie Skléraina. 
De fait, le titre commence bientôt à être conféré à des membres de la noblesse soutenus par l'empereur byzantin, comme le futur empereur Alexis Ier Comnène, ou à des princes étrangers (comme les Géorgiens Bagrat IV et Georges II). Quand Alexis arrive sur le trône en 1081, il réorganise le vieux système des dignités de cour en faisant du sébaste la base pour de nouveaux titres qui indiquent originellement la proximité familiale de leurs détenteurs avec l'empereur byzantin. Le doge de Venise, qui porte le titre de protosébaste, constitue l'exception notable. Cette utilisation du titre de sébaste laisse la famille impériale seule au sommet de la hiérarchie impériale. Comme le note l'historien Paul Magdalino : « ce sont des partenaires plus que des exécutants de l'autorité impériale ». Dans ce contexte, l'historien Lucien Stiernon a calculé que plus de 90 % des sébastes appartiennent à la famille régnante des Comnènes.
Au XIIe siècle, les sébastes sont divisés en deux catégories : les simples sébastes et les sebastoi gambroi. Ces derniers sont des membres des familles aristocratiques byzantines liés à l'empereur byzantin par des mariages avec des parents féminins de celui-ci (gambros signifie « gendre » en grec). Ainsi, les gambroi forment la strate supérieure de la classe des sébastes. Le titre est aussi conféré aux dirigeants étrangers et se propage aux régions avoisinantes et aux royaumes sous influence byzantine comme la Bulgarie où le sébaste est à la tête d'un district administratif et en Serbie où le titre est employé pour plusieurs dignitaires. Au sein de l'Empire byzantin, le titre perd sa prééminence à la fin du XIIe siècle et lors des siècles suivants, le sébaste est un titré réservé aux commandants d'unités ethniques.

## Titres dérivés

### Protosébaste
Le titre de protosébaste ou protosebastos (en grec : πρωτοσέβαστος, « premier des sébastes ») est probablement créé par l'empereur Alexis Ier Comnène, et conféré pour la première fois à son frère Adrien. Il est aussi conféré à Serge VI de Naples et à son fils Jean VI. Plus tard, au cours du XIIe siècle, il est donné à de proches parents de l'empereur byzantin tels que les fils d'un sébastocrator. Le titre reste relativement important sous les Paléologues et il est listé par le pseudo-Kodinos comme venant après le grand logothète et avant le pinkernès.

### Panhypersébaste
Le titre de panhypersébaste ou panhypersebastos (en grec : πανυπερσέβαστος, « vénérable par-dessus tout ») est aussi créé par l'empereur Alexis Ier Comnène et conféré aux membres de familles aristocratiques entretenant de forts liens de proximité avec la famille impériale. Michel Tarônitès, le beau-frère d'Alexis, est le premier à recevoir ce titre qui est considéré comme équivalant à celui de césar. Il reste très important sous les Paléologues, situé juste après le grand domestique, le commandant de l'armée byzantine. Son détenteur le plus connu est peut-être Jean VI Cantacuzène qui possède ce titre avant sa proclamation comme empereur en 1341.